# Sam Eyde

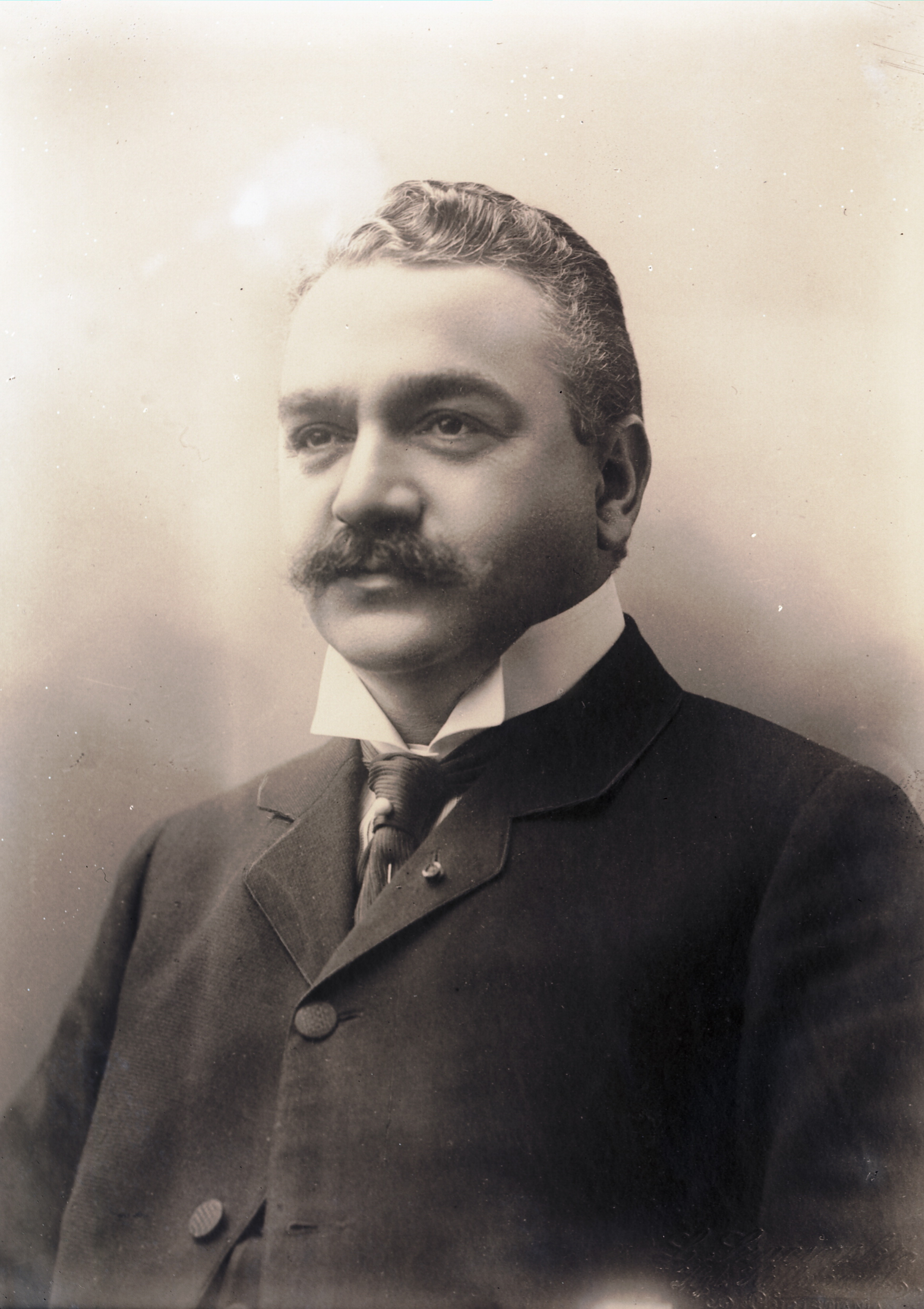
Sam Eyde, fotograferad 1910.

Samuel (Sam) Eyde, född 29 oktober 1866 i Arendal, död 21 juni 1940 i Åsgårdstrand, var en norsk ingenjör och industriledare. 
Eyde, som var son till en redare, blev diplomingenjör vid tekniska högskolan i Charlottenburg 1891. Han praktiserade därefter i Tyskland och deltog tillsammans med den tysk-amerikanske ingenjören Gleim med framgång i ett flertal tävlingar angående anordnandet av bangårdar och hamnar samt erövrade bland annat första pris i tävlingar rörande bangårdsarrangemang i Oslo (1896) och Stockholm (1899). Efter att 1898 ha förlagt sin verksamhet till Oslo utarbetade Eyde tillsammans med Kristian Birkeland på grundval av den senares uppfinningar en metod för tillvaratagande av luftens kväve genom oxidering i elektrisk ugn. För industriellt utnyttjande av denna metod grundade han 1905 Norsk hydro-elektrisk kvælstoff aktieselskap, vilket utbyggde ett flertal stora vattenkraftstationer i Norge, bland annat Rjukanfoss, och i stor skala tillverkade kväveprodukter av olika slag, särskilt Norgesalpeter. Eyde kvarstod i bolagets ledning till 1916, då han drog sig tillbaka från sin industriella verksamhet.
Han utsågs 1918 till norskt sändebud i Warszawa men permitterades därifrån samma år för deltagande i ett särskilt kommissionsarbete. När detta uppdrag 1924 fullgjorts, avböjde han erbjudande att på nytt tillträda befattningen som sändebud i Polen, och var därefter mestadels bosatt utanför Norge.